# NGC 4015/1
NGC 4015/1 је спирална галаксија у сазвежђу Береникина коса која се налази на NGC листи објеката дубоког неба.
Деклинација објекта је + 25° 2' 12" а ректасцензија 11h 58m 42,5s. Привидна величина (магнитуда) објекта NGC 4015 износи 13,5 а фотографска магнитуда 14,2. NGC 40151 је још познат и под ознакама UGC 6965, MCG 4-28-109, CGCG 127-122, KCPG 314A, ARP 138, VV 216, PGC 37702.